# Serge Beucherie
Serge Beucherie, né le 17 janvier 1955 à Sannois, est un ancien coureur cycliste professionnel, devenu  dirigeant d'équipe cycliste français. Il est surnommé "le Poulidor des amateurs" en raison de ses nombreuses deuxièmes places durant sa carrière amateur.

## Biographie
Fin 1979, n'ayant pas trouvé d'équipe, il cesse sa carrière professionnelle, redevenant amateur à l'AC Boulogne-Billancourt., son club d'origine, avant d'avoir une seconde chance grâce à Jean de Gribaldy et de reprendre une licence pro début 1981.
C'est en parfait inconnu ou presque, qu'il remporte le Championnat de France de cyclisme sur route en 1981, sous les couleurs de Jean de Gribaldy. 
En juin 2011, il publie  un recueil de souvenirs, Émotions d'étapes, écrit en collaboration avec Arnaud Chambert-Protat et préfacé par Gérard Holtz.
Il est ensuite devenu directeur sportif, notamment dans les équipes Z, Gan et Crédit agricole aux côtés de Roger Legeay. 
De 2013 à 2016, il dirige l'équipe continentale professionnelle Suisse IAM.

## Palmarès

### Amateur
- 1968-1977
  - 8 victoires et de nombreuses places d'honneur
- 1974
  - 3e de Paris-Auxerre
- 1975
  - 1re étape du Rapport Toer
  - Prix de Créteil
  - 1re étape de Paris-Vierzon
  - 2e et 4e étapes du Tour d'Émeraude
- 1976
  - 2e de Paris-Vailly
  - 2e de Paris-Vierzon
  - 2e de Paris-Maubeuge
  - 2e de Paris-Orléans
  - 2e du championnat d'Île-de-France sur route
- 1977
  -  Champion de France de poursuite par équipes
  - Paris-Épernay
  - Prologue du Tour de l'Essonne
  - Grand Prix de l'Équipe et du CV 19e
  - 2e de Paris-Barentin
  - 2e de Paris-Briare
- 1980
  - Une étape du Tour de l'Essonne[3]
  - Nocturne d'Aubervilliers
  - 1re et 2e étapes du Tour du Haut-Languedoc
  - Paris-Connerré
  - 3e étape de Paris-Vierzon
  - 2e du Tour du Haut-Languedoc
  - 2e de Paris-Montargis
  - 3e de Manche-Atlantique

### Professionnel
- 1978
  - 1re étape des Quatre Jours de Dunkerque
- 1981
  -  Champion de France sur route
- 1982
  - Tour de Vendée
  - 2e du Grand Prix de Monaco
  - 2e de Paris-Camembert
- 1983
  - 3e du Grand Prix de Mauléon-Moulins

## Résultats sur le Tour de France
4 participations
- 1978 : 67e
- 1979 : 87e
- 1981 : 33e
- 1984 : non-partant (7e étape)